# 河原田地区
河原田地区（かわらだちく）は、三重県四日市市の地区の一つ。1954年に四日市市に編入された三重郡河原田村の村域にあたり、四日市市役所河原田地区市民センターの管轄区域である。

## 概要

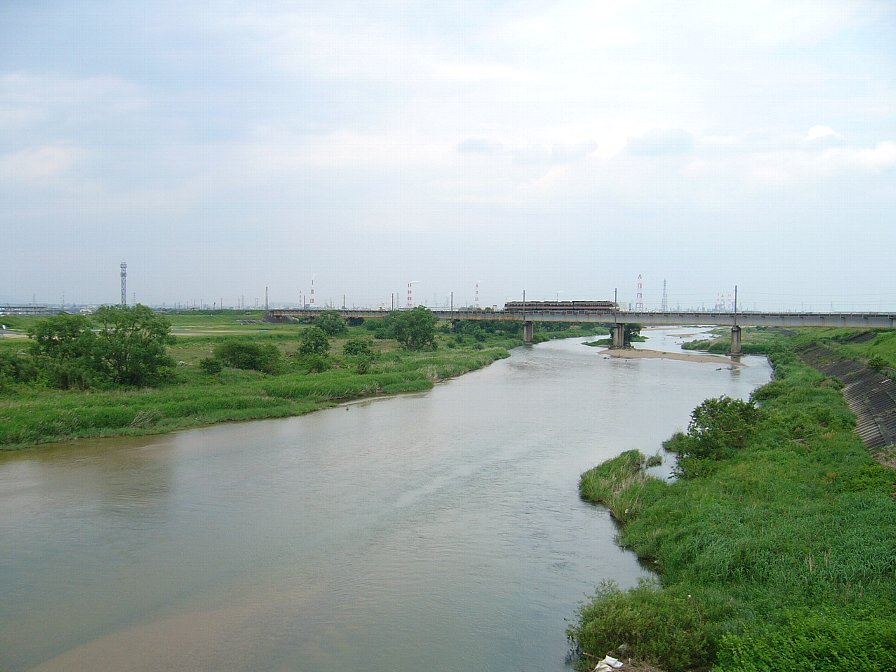
鈴鹿川

- 市内南東部で鈴鹿川の北部にある。みかん畑が広がる。[注釈 1]
- 四日市農芸高校がある。

## 地理

### 面積
- 面積は5.32 km2

## 歴史

### 沿革
- 三重郡河原田村が1889年（明治22年）に成立
- 1954年（昭和29年）の昭和の大合併で四日市市に編入される。